# جيريمي هابارد
جيريمي هابارد (بالإنجليزية: Jeremy Hubbard)‏ هو صحفي أمريكي، ولد في 19 أغسطس 1972.